# Fridrich I. Lehnický
Fridrich I. Lehnický též Lehnicko-Břežský († 1488) byl lehnický a břežský kníže, vrchní slezský hejtman a hornolužický fojt z rozrodu slezských Piastovců.

## Život
Byl synem lubinského knížete Jana. Měl se oženit se Zdenou, dcerou Jiřího z Poděbrad, který si tak chtěl upevnit pozice v Dolním Slezsku. Sňatek sice nevyšel, ale Fridrich si přesto vzal Poděbradovnu, Zdeninu nevlastní sestru Ludmilu. V roce 1473 odkoupil kastelánský hrad Gröditzberg, který nechal přestavět na výstavní knížecí palác.